# Hewitt (Minnesota)
Hewitt es una ciudad ubicada en el condado de Todd en el estado estadounidense de Minnesota. En el Censo de 2010 tenía una población de 266 habitantes y una densidad poblacional de 50,05 personas por km². Para el censo de 2020 la población era 251.

## Geografía
Hewitt se encuentra ubicada en las coordenadas 46°19′26″N 95°5′25″O / 46.32389, -95.09028. Según la Oficina del Censo de los Estados Unidos, Hewitt tiene una superficie total de 5.31 km², de la cual 5.31 km² corresponden a tierra firme y (0%) 0 km² es agua.

## Demografía
Según el censo de 2010, había 266 personas residiendo en Hewitt. La densidad de población era de 50,05 hab./km². De los 266 habitantes, Hewitt estaba compuesto por el 100% blancos, el 0% eran afroamericanos, el 0% eran amerindios, el 0% eran asiáticos, el 0% eran isleños del Pacífico, el 0% eran de otras razas y el 0% pertenecían a dos o más razas. Del total de la población el 1.13% eran hispanos o latinos de cualquier raza.